# Dyson (cràter)

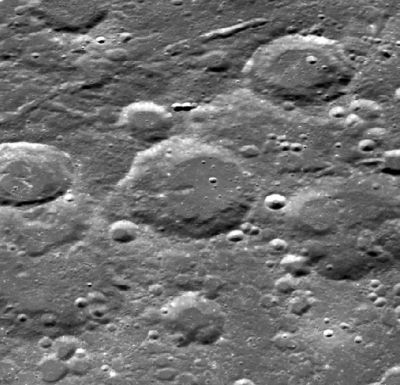
Fotografia de la missió Clementine (1994)

Dyson és un cràter d'impacte que es troba en la cara oculta de la Lluna, més enllà de l'extremitat nord-oest. Està situat en la part nord de la superfície, al nord-oest del cràter Coulomb, i a l'est de van't Hoff.
L'aspecte més inusual d'aquest cràter és l'asimetria de la paret interior. Al nord-est la vora és baixa, amb la paret interior bastant estreta, gairebé inexistent. Aquesta porció del brocal recobreix l'interior d'una depressió sense nom en la superfície; molt probablement un cràter danyat. En l'arc que queda entre l'est de la vora cap al nord en sentit de les agulles del rellotge, la paret interior és molt més àmplia. Com a resultat, el nivell del sòl interior es compensa cap al nord-est. L'interior té un pic situat prop del punt central del cràter, a continuació d'una cresta lineal que continua fins que aconsegueix la paret interior occidental. La plataforma del cràter pràcticament manca d'altres trets distintius, a excepció d'alguns petits cràters.
La vora i la paret interior presenten un cert desgast, però no han estat envaïts per impactes posteriors d'importància. El petit cràter Dyson X està unit a l'exterior de la vora al llarg del seu costat nord-nord-oest. Un cràter més petit apareix al costat del bord sud-oest, amb el gran cràter satèl·lit Dyson Q (una formació molt erosionada) situat junt el bord nord-est del brocal. Un grup de petits cràters està unit a la vora de Dyson pel sud-est.
Dyson es troba aproximadament en el marge de la Conca Coulomb-Sarton, una depressió d'uns 530 km d'amplària del Període Prenectarià.

## Cràters satèl·lit
Per convenció aquests elements són identificats en els mapes lunars posant la lletra en el costat del punt central del cràter que està més prop de Dyson.
|       | \| Dyson \| Coordenades \| Diàmetre \| \| ----- \| -------------------------------------- \| -------- \| \| B \| 63° 36′ N, 117° 36′ O / 63.6°N,117.6°O \| 45 km \| \| H \| 59° 30′ N, 113° 42′ O / 59.5°N,113.7°O \| 21 km \| \| M \| 58° 24′ N, 120° 54′ O / 58.4°N,120.9°O \| 34 km \| \| Q \| 59° 48′ N, 125° 42′ O / 59.8°N,125.7°O \| 89 km \| \| X \| 62° 36′ N, 122° 30′ O / 62.6°N,122.5°O \| 28 km \| |          |
| Dyson | Coordenades | Diàmetre |
| B     | 63° 36′ N, 117° 36′ O / 63.6°N,117.6°O | 45 km    |
| H     | 59° 30′ N, 113° 42′ O / 59.5°N,113.7°O | 21 km    |
| M     | 58° 24′ N, 120° 54′ O / 58.4°N,120.9°O | 34 km    |
| Q     | 59° 48′ N, 125° 42′ O / 59.8°N,125.7°O | 89 km    |
| X     | 62° 36′ N, 122° 30′ O / 62.6°N,122.5°O | 28 km    |